# Рудник-Шляхецький
Рудник-Шляхецький (пол. Rudnik Szlachecki) — село в Польщі, у гміні Вільколаз Красницького повіту Люблінського воєводства.
Населення — 610 осіб (2011).

## Демографія
Демографічна структура станом на 31 березня 2011 року:
|          | Загалом | Допрацездатний вік | Працездатний вік | Постпрацездатний вік |
| -------- | ------- | ------------------ | ---------------- | -------------------- |
| Чоловіки | 316     | 66                 | 217              | 33                   |
| Жінки    | 294     | 58                 | 168              | 68                   |
| Разом    | 610     | 124                | 385              | 101                  |